# Триверо
Тривѐро (на италиански: Trivero; на пиемонтски: T'rvè, Търве) е било община в Северна Италия, провинция Биела, регион Пиемонт.
Административен център на общината е било градче Ронко (Ronco), което е разположено е на 739 m надморска височина.